# World Series of Poker 1984
De World Series of Poker 1984 werd gehouden in de Binion's Horseshoe in Las Vegas van 4 mei t/m 21 mei. Het was de 15de editie van de World Series of Poker, het grootste pokerevenement ter wereld.

## Toernooien
| Event                        | Winnaar         | Prijs    | Tweede            |
| ---------------------------- | --------------- | -------- | ----------------- |
| $1.000 No Limit Hold'em      | Dick Albano     | $117.000 | Bobby Hoff        |
| $1.500 No Limit Hold'em      | Todd Baur       | $133.500 | Dean Williams     |
| $1.000 Pot Limit Omaha       | William Bennett | $84.000  | David Sklansky    |
| $1.000 Seven Card Stud Split | Norman Berliner | $50.000  | David Holzderber  |
| $1.000 Ace to Five Draw      | Paul Fontaine   | $54.500  | David Baxter      |
| $1.000 Seven Card Razz       | Mike Hart       | $40.000  | David Singer      |
| $5.000 Seven Card Stud       | Jack Keller     | $137.500 | Harry, Jr. Thomas |
| $1.000 Seven Card Stud Split | John Lukas      | $74.500  | Onbekend          |
| $1.000 Limit Hold'em         | Bob Martinez    | $135.000 | Jerry Todd        |
| $1.000 Seven Card Stud       | Mike Schneiberg | $65.000  | Norman Jay        |
| $10.000 Deuce to Seven Draw  | Dewey Tomko     | $105.000 | Sam Angel         |
| $5.000 Pot Limit Omaha       | Dewey Tomko     | $135.000 | Roger Moore       |
| $500 Ladies' Seven Card Stud | Karen Wolfson   | $15.000  | Marsha Fenwick    |

## Main Event
Het Main Event was het grootste toernooi van de WSOP van 1984. Het is een 10.000 dollar No-Limit Texas Hold'em toernooi. De winnaar van dit toernooi wordt gezien als de officieuze wereldkampioen poker. Er deden in totaal 140 spelers mee.

### Finaletafel
| Positie | Naam                   | Prijs    |
| ------- | ---------------------- | -------- |
| 1       | Jack Keller            | $660.000 |
| 2       | Byron "Cowboy" Wolford | $264.000 |
| 3       | Jesse Alto             | $132.000 |
| 4       | David Chew             | $66.000  |
| 5       | Rick Hamill            | $66.000  |
| 6       | Curtis Skinner         | $52.800  |